# Oinville-sur-Montcient
Oinville-sur-Montcient is een gemeente in het Franse departement Yvelines (regio Île-de-France) en telt 1131 inwoners (1999). De plaats maakt deel uit van het arrondissement Mantes-la-Jolie.

## Geografie
De oppervlakte van Oinville-sur-Montcient bedraagt 3,9 km², de bevolkingsdichtheid is 290,0 inwoners per km².
De onderstaande kaart toont de ligging van Oinville-sur-Montcient met de belangrijkste infrastructuur en aangrenzende gemeenten.

## Demografie
Onderstaande figuur toont het verloop van het inwonertal (bron: INSEE-tellingen).